# Stříbrnice (Zlín)
Stříbrnice (in tedesco Strzibrnitz) è un comune della Repubblica Ceca facente parte del distretto di Uherské Hradiště, nella regione di Zlín.